# Eingehungsbetrug
Der Eingehungsbetrug ist eine besondere Erscheinungsform des Betrugs, bei welcher der Betrüger die Absicht oder Befähigung vortäuscht, die ihm aus einem Vertrag erwachsenden Verpflichtungen absprachegemäß zu erfüllen.

## Regelungszweck
Die eigene (kriminologische) Bezeichnung ist für diese Betrugsformen deswegen entstanden, weil es nach geltendem Recht nicht strafbar ist, Verbindlichkeiten nicht zu erfüllen oder, spezieller, Rechnungen nicht zu bezahlen. Der Gläubiger ist in diesen Fällen grundsätzlich auf die zivilrechtliche Durchsetzung seiner Ansprüche verwiesen, ohne dass das Strafrecht eingreifen könnte. Eine Ausnahme bildet die Verletzung der Unterhaltspflicht, weil hier auch die Interessen der Allgemeinheit in besonderer Weise berührt werden. Das Zahlungsrisiko des Gläubigers besteht also nicht nur in der Gefahr der Zahlungsunfähigkeit des Schuldners, sondern auch in dessen betrügerischer Zahlungsunwilligkeit.
Die Straflosigkeit der Nichterfüllung eigener Verbindlichkeiten muss aber dort ihre Grenze finden, wo der Schuldner gerade auf diesen Effekt vertraut und sich deswegen überhaupt erst zivilrechtlich verpflichtet. Dies wiederum gilt in besonderem Maße dann, wenn der Schuldner überdies weiß, dass er zur Erfüllung seiner Vertragspflichten überhaupt nicht in der Lage ist, der Gläubiger also nicht einmal auf dem Zivilrechtswege erfolgreich sein wird, weil ein Schuldnervermögen, in das die Zwangsvollstreckung betrieben werden könnte, nicht vorhanden ist (Unpfändbarkeit).
In Deutschland ist der Eingehungsbetrug nach dem allgemeinen Betrugstatbestand (§ 263 StGB) strafbar.

## Subsumtion
In diesen Fällen lässt sich das Schuldnerverhalten aber in der Tat unter den allgemeinen Tatbestand des Betruges subsumieren. Wer sich durch einen Vertrag verpflichtet, eine bestimmte Leistung zu erbringen (meistens, aber nicht notwendigerweise wird diese Leistung in der Zahlung einer bestimmten Geldsumme liegen), bringt zugleich auch zum Ausdruck, gewillt und in der Lage zu sein, dieser Pflicht nachzukommen. Nur im Vertrauen auf diese weitere, konkludente Erklärung der Leistungsbereitschaft und -fähigkeit wird der andere Vertragspartner schließlich auch tatsächlich in Vorleistung treten.
Erweist sich diese Erklärung als von vornherein unzutreffend, dann hat der Erklärende im Sinne des Betrugstatbestands eine Täuschungshandlung vorgenommen, indem er entweder über die äußere Tatsache seiner Leistungsfähigkeit oder über die innere Tatsache seiner Leistungsbereitschaft getäuscht hat. Sein Vertragspartner unterliegt dadurch einem Irrtum. Dieser Irrtum bewegt den Vertragspartner zu einer Vermögensverfügung, aus der später ein Vermögensschaden resultiert. Der objektive Tatbestand des Betruges ist somit erfüllt.
Auch subjektiv liegt ein Betrug vor, wenn der Täter bei Abgabe seiner Erklärung wusste, dass der andere keinesfalls leisten würde, wenn ihm die wahren Vermögensverhältnisse oder die wahren Absichten des Erklärenden bekannt gewesen wären.

## Rechtsfolgen

### Strafrechtlich
Die Tat wird nach deutschem Strafrecht als Betrug mit Freiheitsstrafe bis zu fünf Jahren oder Geldstrafe sanktioniert.

### Zivilrechtlich
Bedeutsam ist die Frage, ob ein Eingehungsbetrug vorliegt, schließlich auch für die Durchsetzbarkeit der Forderung selbst. Einige Unternehmen pflegen bei einer erkennbar uneinbringlichen Forderung Strafanzeige wegen des Verdachts eines Eingehungsbetrugs zu erstatten, weil ihnen dann, wenn der Tatbestand des Eingehungsbetrugs nachweisbar ist, neben der eigentlichen vertraglichen Forderung eine Schadensersatzforderung aus einer vorsätzlichen unerlaubten Handlung zusteht, derer sich der Schuldner auch nicht durch die Wirkung der Restschuldbefreiung im Rahmen eines Verbraucherinsolvenzverfahrens entziehen kann. Dazu muss der Gläubiger seine Forderung aber auch gerade als solche im Insolvenzverfahren weiterverfolgen.

## Nichterfüllung einer Verbindlichkeit
Die Abgrenzung zwischen strafbarem Eingehungsbetrug und straffreier Nichterfüllung einer Verbindlichkeit beurteilt sich danach, ob bei lebensnaher wirtschaftlicher Betrachtungsweise bereits durch den Vertragsschluss eine Vermögensminderung auf Seiten des Geschädigten eingetreten ist. Dies liegt bei Abschluss eines Kaufvertrags nicht vor, wenn die Leistung Zug-um-Zug gegen die Gegenleistung zu erbringen ist. Ist dagegen der Getäuschte zur Vorleistungspflicht verpflichtet, ist mit Vertragsschluss ein vollendeter Eingehungsbetrug gegeben. Ein vollendeter Betrug liegt nicht vor, wenn der Getäuschte auf Vorleistung des Täuschenden bestehen kann und dadurch gesichert ist.